# Ozonki
Ozonki – grupa niestabilnych, reaktywnych związków chemicznych powstających pod wpływem ozonu. Mają właściwości utleniające i wybuchowe, rozkładają się w obecności wody.

## Ozonki nieorganiczne
Ozonki nieorganiczne, np. ozonek potasu, KO
3, są ciemnoczerwonymi związkami jonowymi zawierającymi reaktywny anion ozonkowy O−
3, który w związku tworzy strukturę typu „V”. Nieorganiczne ozonki są syntezowane podczas spalania potasowców w atmosferze ozonu. Związki te są bardzo czułe na zewnętrzne bodźce, rozkładają się wybuchowo. Mogą być przechowywane w niskich temperaturach w atmosferze gazu obojętnego (inertu). 
Nieorganiczne ozonki mogą być źródłem tlenu w chemicznych generatorach tlenu.

## Ozonki organiczne

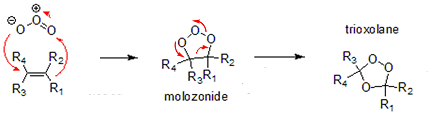
Uproszczony mechanizm powstawania ozonku (1,2,4-trioksolanu). Nietrwałym związkiem pośrednim jest molozonek (1,2,3-trioksolan)

Ozonki organiczne (1,2,4-trioksolany) są wybuchowymi związkami powstającymi w wyniku addycji ozonu do wiązania podwójnego. Tworzą oleiste ciecze lub lepkie i śliskie ciała stałe o odrażających zapachach.
Głównym zastosowaniem ozonków była analiza substancji organicznych. W wyniku reakcji ozonolizy i wiązania podwójnego związku organicznego, następnie po rozkładzie powstałego ozonku, związek pierwotny ulegał rozpadowi w zależności od struktury na inne związki karbonylowe – aldehydy, ketony lub nadtlenki.